# Jandaia do Sul
Jandaia do Sul é um município brasileiro do estado do Paraná.

## História

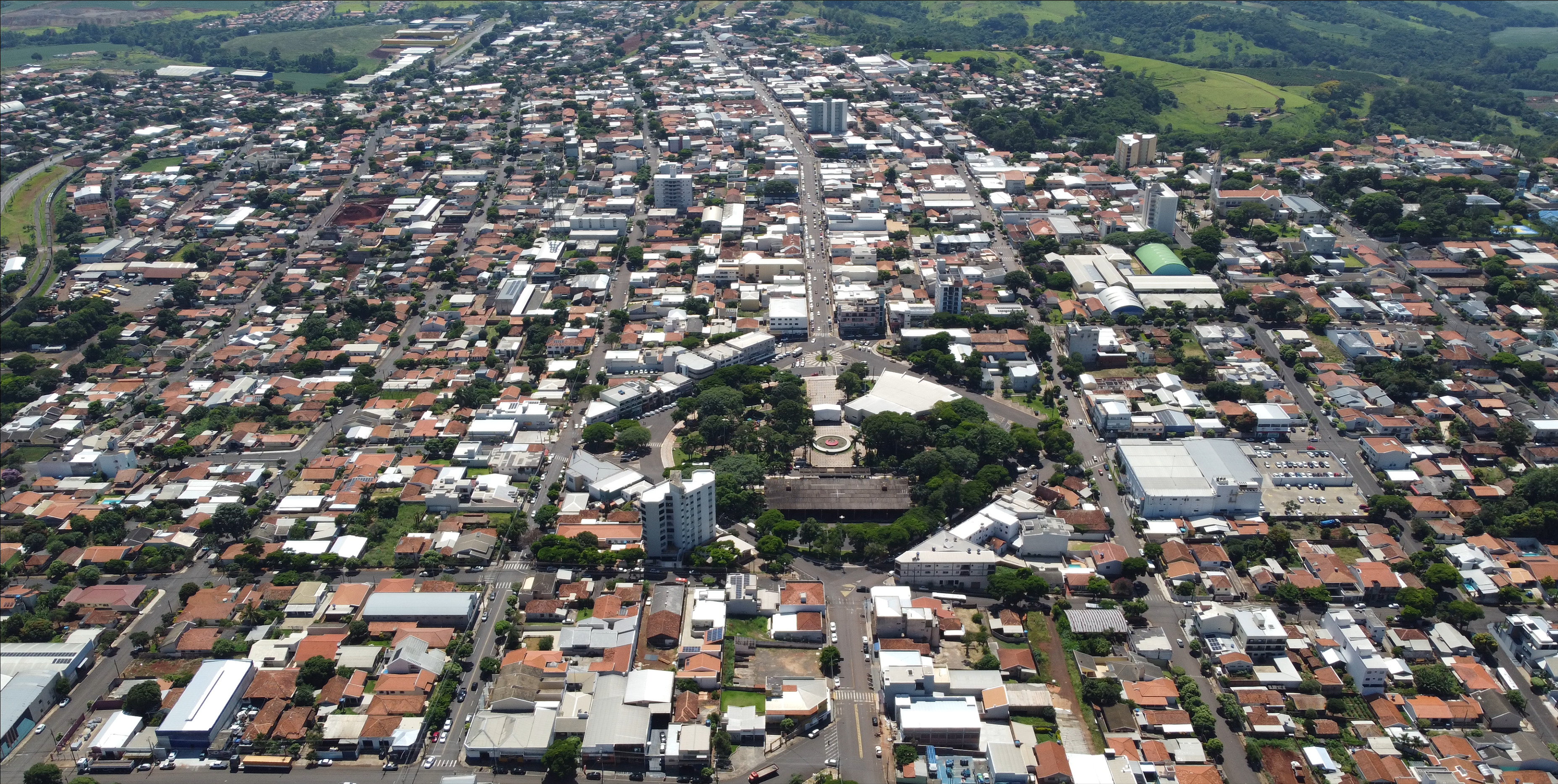
Vista aérea de Jandaia do Sul (2024)

Município criado pela Companhia Melhoramentos norte do Paraná, foi uma das últimas realizações daquela organização imobiliária. Seus primeiros habitantes foram tropeiros de gado a caminho de Sorocaba e também São José do Rio Preto. O Patrimônio aberto em 1942, tornou-se desde logo um centro de convergências de agricultores vindos de todas as regiões do país trazidos pelas perspectivas oferecidas através do solo seco e pelo cultivo do café.
Criado através da Lei Estadual n° 790, de 14 de novembro de 1951, foi instalado oficialmente em 14 de dezembro de 1952, sendo desmembrado de Apucarana. Jandaia do Sul foi e continua sendo um importante centro regional, principalmente para a região do Vale do Ivaí.

## Geografia
Está situada no Vale do Ivaí a cerca de 390 km da capital. Sua área é de 188 km² representando 0.0941% do estado, 0.0333% da região e 0.0222% de todo o território nacional. Sua população, conforme estimativas do IBGE de 2018, era de 21 122 habitantes.
O município de Jandaia do Sul localiza-se na região Centro-Norte do Estado do Paraná, tendo como municípios limítrofes, ao Norte Mandaguari, a Leste Cambira, ao Sul Bom Sucesso e Marumbi e a Oeste Mandaguari e Bom Sucesso. 
O município situa-se sobre o principal tronco rodo-ferroviário do Norte do Paraná, que o liga a Curitiba e o Porto de Paranaguá; a São Paulo e o Porto de Santos; e ao sul do Brasil. O território municipal assentado sobre manto geológico de rochas basálticas da Formação Serra Geral de alta fertilidade e baixa suscetibilidade à erosão, com o pano de fundo do território municipal constituído por neossolos, com manchas de nitossolos (terra roxa) nas suas porções sudoeste, noroeste, norte, central e leste, bem como de latossolos, em suas porções oeste, sudeste e leste.
Seu território é marcado por relevo fortemente ondulado, com terrenos mais planos na sua porção norte até o limite sul da sede municipal, bem como ao longo dos vales do Córrego Guaporé, Ribeirão Humaitá, Ribeirão Cambará, Córrego Camutama, Córrego Jequitibá, Ribeirão Ariri e Ribeirão Marumbi, que contém terrenos mais favoráveis à mecanização agrícola.
A sede municipal está localizada sobre o divisor de águas Pirapó-Ivaí, com altitude de até 810 metros e cercado de diversas nascentes, sobretudo em sua vertente sul e encontra-se assentada sobre solos do tipo neossolo, com relevo suave ondulado em suas porções norte e central e escarpado em seu limite sul, contra-indicado à urbanização.
Sua rede urbana antiga e estabilizada na Microrregião de Apucarana, na qual Jandaia do Sul manteve em 2000 a 3ª. posição que ocupava em 1991, quanto ao tamanho da sua população urbana sendo um município bem localizado no espaço regional e ocupando a função de sub-pólo microrregional, com influência sobre 7 municípios vizinhos.

### Hidrografia
Possui uma hidrografia bastante variada. Sendo os principais rios e córregos: Córrego Guaporé, Ribeirão Humaitá, Ribeirão Cambará, Córrego Camutama, Córrego Jequitibá, Ribeirão Ariri e Ribeirão Marumbi.

## Economia
Seu PIB apresentou crescimento de 29,4% entre 1990 e 2000, enquanto o crescimento do PIB na Microrregião de Apucarana foi de 68,3% no período e o PIB per capita teve crescimento de 22,2% entre 1990 e 2000, frente a um crescimento de 35,4% na microrregião de Apucarana.

## Esporte
A cidade de Jandaia do Sul possuiu um clube no Campeonato Paranaense de Futebol, o Jandaia Esporte Clube.

## Educação
- Faculdade de Jandaia do Sul (Fafijan)
- Universidade Federal do Paraná (UFPR) - campus de Jandaia do Sul.[7]

## Filhos Ilustres
- Ratinho Junior, político
- Glauco Villas Boas, desenhista
- Wilza Rainato, Miss Brasil 1967